# Sveučilište Villanova
Sveučilište Villanova privatno je katoličko istraživačko sveučilište u Pennsylvaniji koje su osnovali augustinci 1842. godine i nazvano po svetom Tomi iz Villanove. To je najstarije katoličko sveučilište u Pennsylvaniji i klasificirano kao „R2: Doktorsko sveučilište” s visokom istraživačkom aktivnošću. Na njemu je studirao papa Lav XIV.

## Povijest
Villanova je osnovana 1842. godine na imanju od 200 hektara zvanom „Belle Air”. Sveučilište je nakratko zatvoreno 1845. godine zbog nereda filadelfijskih nativista i financijskih poteškoća, a zatim je ponovno otvoreno 1846. godine i inkorporirano je 1848. godine. Ponovno je zatvoreno tijekom 1857. - 1865., služeći kao vojna bolnica tijekom Građanskog rata. Sveučilište je postajalo koedukacijsko u fazama: prve redovnice su primljene 1918., škola za medicinske sestre otvorena je 1953., a potpuno koedukacijsko sveučilište postalo je 1968. Villanova je dobila status sveučilišta 1953. Nedavno je sveučilište najavilo spajanje sa Sveučilištem Cabrini (2023.) i Rosemont Collegeom (2025.).

## Kampus
Kampus Villanova prostire se na 254 hektara i nalazi se blizu Philadelphije. Značajne zgrade uključuju crkvu sv. Tome od Villanove (dovršenu 1887.), Dvoranu bivših studenata (koja datira iz 1848.) i knjižnicu Falvey, koja sadrži preko milijun knjiga i istraživačkih materijala.

## Akademski rezultati i rangiranje
Villanova je 2022. potrošila 26 milijuna dolara na istraživanje i prema „U.S. News & World Reportu” (2025.) rangirana je na 58. mjestu među nacionalnim sveučilištima. Sveučilište je 2016. godine reklasificirano kao „Nacionalno sveučilište” nakon što je proširilo svoje doktorske programe kako bi doseglo pragove Carnegiejeve klasifikacije. Poslovno sveučilište postiglo je značajno priznanje kada ga je „Bloomberg Businessweek” 2016. godine rangirao na 1. mjesto, iako je to rangiranje kasnije postalo kontroverzno. Pravni fakultet sveučilišta rangiran je na 65. mjestu 2019. godine, nakon što se oporavio od ranijih problema s akreditacijom.

## Upisi
Proces upisa na Villanovi smatra se najselektivnijim od strane „U.S. News & World Reporta”, sa stopom prihvaćanja od 21% za jesen 2023. Sveučilište je primilo 23.721 prijavu i upisalo 4.870 studenata za razred od približno 1.700. Srednjih 50% primljenih studenata imalo je impresivne akademske kvalifikacije: ponderirani prosjek ocjena 4,20-4,58, SAT rezultate 1450-1520 i ACT rezultate 33-35. 